# Нововиявлені обставини
Новови́явлені обста́вини — у процесуальному праві узагальнена категорія юридичних фактів, які мають суттєве значення для вирішення справи, але не були відомі суду та іншим учасникам процесу на момент постановлення рішення, внаслідок чого була допущена судова помилка.
Нововиявлені обставини є підставою для скасування судового рішення та постановлення нового, з урахуванням цих обставин.
Необхідними ознаками існування нововиявлених обставин є одночасна наявність таких трьох умов:
по-перше, їх існування на час розгляду справи,
по-друге, те, що ці обставини не могли бути відомі заявникові на час розгляду справи,
по-третє, істотність даних обставин для розгляду справи (тобто коли врахування їх судом мало б наслідком прийняття іншого судового рішення, ніж те, яке було прийняте).

## Що є нововиявленими обставинами
1. будь-які істотні для справи обставини, що не були і не могли бути відомі особі, яка звертається із заявою, на час розгляду справи (наприклад, виявлення факту, що сторона була недієздатною, угода чи актовий запис недійсні, що є або скасований заповіт на майно, наявність даних про недійсність розірваного судом шлюбу тощо);
2. встановлення вироком суду, що набрав законної сили, завідомо неправдивих показань свідка, завідомо неправильного висновку експерта, завідомо неправильного перекладу, фальшивості документів або речових доказів, що потягли за собою ухвалення незаконного або необґрунтованого рішення;
3. встановлення вироком суду, що набрав законної сили, вини судді у вчиненні злочину, внаслідок якого було ухвалено незаконне або необґрунтоване рішення;
4. скасування судового рішення, яке стало підставою для прийняття судового рішення, що належить переглянути;
5. встановлення Конституційним Судом України неконституційності закону, іншого правового акта чи їх окремого положення, застосованого судом при вирішенні справи, якщо рішення суду ще не виконано.
У кримінальному судочинстві, крім того, під нововиявленими обставинами розуміють:
6. штучне створення або підроблення доказів, неправильність перекладу висновку і пояснень експерта, завідомо неправдиві показання свідка, потерпілого, підозрюваного, обвинуваченого, на яких ґрунтується вирок;
7. зловживання слідчого, прокурора, слідчого судді чи суду під час кримінального провадження.

## Що не є нововиявленими обставинами
- ті обставини, які виникли після прийняття рішення (не існували на той момент)[2];
- ті, на які посилалися як на докази сторони, або об'єктивно могли бути долучені як докази;
- невчасно подані сторонами докази;
- офіційні тлумачення Конституційного Суду України [перелік невичерпний].

## Процесуальні аспекти
Заяву про перегляд судового рішення за нововиявленими обставинами може бути подано протягом одного місяця після того, як особа, яка звертається до суду, дізналася або могла дізнатися про ці обставини (у кримінальному провадженні — трьох місяців).
Заява про перегляд судового рішення за нововиявленими обставинами подається до суду тієї інстанції, який першим допустив помилку при вирішенні справи внаслідок незнання про існування цієї обставини.
Суд може скасувати судове рішення у справі і прийняти нову постанову чи ухвалу або залишити заяву про перегляд судового рішення за нововиявленими обставинами без задоволення.

## Судова практика
- Про практику перегляду судами у зв'язку з нововиявленими обставинами рішень, ухвал і постанов у цивільних справах, що набрали законної сили: Верховний Суд; Постанова від 27.02.1981 № 1 [Архівовано 8 грудня 2016 у Wayback Machine.]
- Про деякі питання практики перегляду рішень, ухвал, постанов за нововиявленими обставинами: Вищий господарський суд; Постанова від 26.12.2011 № 17 [Архівовано 4 лютого 2017 у Wayback Machine.]
- Про застосування цивільного процесуального законодавства при перегляді судових рішень у зв'язку з нововиявленими обставинами: Вищий спеціалізований суд; Постанова від 30.03.2012 № 4 [Архівовано 9 грудня 2012 у Wayback Machine.]
- Узагальнення судової практики перегляду судових рішень у зв'язку з нововиявленими обставинами в порядку цивільного судочинства, судами Кіровоградської області в 2007 році та в першому півріччі 2008 року [Архівовано 26 лютого 2022 у Wayback Machine.]
- Перегляд судових рішень у зв'язку з нововиявленими обставинами в цивільному судочинстві: Мін'юст України; Роз'яснення від 12.09.2012 [Архівовано 15 лютого 2013 у Wayback Machine.]

Приклади заяв:
- [Архівовано 13 вересня 2014 у Wayback Machine.];  [Архівовано 14 травня 2012 у Wayback Machine.];  [Архівовано 29 жовтня 2012 у Wayback Machine.];  [Архівовано 14 травня 2012 у Wayback Machine.]

Приклади рішень:
- [недоступне посилання з липня 2019]; [недоступне посилання з липня 2019]; [недоступне посилання з липня 2019]

## Публікації
- Нововиявлені обставини [Архівовано 27 січня 2021 у Wayback Machine.] // Юридична енциклопедія : [у 6 т.] / ред. кол.: Ю. С. Шемшученко (відп. ред.) [та ін.]. — К. : Українська енциклопедія ім. М. П. Бажана, 2002. — Т. 4 : Н — П. — 720 с. — ISBN 966-7492-04-4.
- Обставини справи [Архівовано 16 січня 2021 у Wayback Machine.] // Юридична енциклопедія
- Буцьких О. О. Нововиявлені підстави як підстава перегляду судових рішень в адміністративному судочинстві // Форум права. — 2012. — № 1. — С. 142–145
- Ізарова І. О. Поняття та ознаки нововиявлених обставин у цивільному процесі // Вісник Академії адвокатури України. — 2011. — № 3 (22). — С. 57-61
- Бондар І. Поняття нововиявлених обставин у цивільному процесі // Вісник КНУ ім. Шевченка. — Юридичні науки. — 2010. — № 83. — С. 80-82[недоступне посилання з жовтня 2019]
- Демінська А. А. Звернення до суду з заявою про перегляд судового рішення у зв'язку з нововиявленими обставинами // сайт «Стопком», 28.05.2010 р. [Архівовано 13 січня 2011 у Wayback Machine.]